# 이근호 (조선귀족)
이근호(李根澔, 1860년 ~ 1923년)는 조선 말기의 무신이자 일제강점기의 조선귀족이다. 자는 문옥(文玉), 호는 송은(松隱), 규재(奎齋), 본관은 전주이며 을사오적 이근택의 형이다.

## 생애
충청북도 충주의 무인 집안에서 태어나 1878년 무과에 급제했는데, 동생인 이근택이 임오군란 때 충주로 피신한 명성황후의 눈에 들면서 그도 요직에 기용되었다.
1891년에는 평안북도 영변군의 부사로 재직하면서 재물을 탐학한 죄로 벌을 받았다가 재기용된 전력을 가졌을 정도로, 일찍부터 이재에 밝았다. 1899년 상업은행의 전신인 대한천일은행이 설립될 때 발기인으로 가담했고, 민병석이 사장을 맡은 종로직조사의 부사장에 취임하였으며 민소식과 함께 광신교역회사를 설립하는 등 기업 활동에 꾸준한 관심을 보였다.
1898년 경무사에 임명되었고, 지방의 관찰사를 거쳐 1906년 육군참모장을 지냈다. 1910년 한일 병합 조약 체결 이후 일본 정부로부터 조선귀족 남작 작위를 받았다.
2002년 발표된 친일파 708인 명단, 2007년 대한민국 친일반민족행위진상규명위원회가 발표한 친일반민족행위 195인 명단, 2008년 민족문제연구소에서 친일인명사전에 수록하기 위해 정리한 친일인명사전 수록예정자 명단에 조선귀족 작위를 받은 동생들과 함께 선정되었다. 민족문제연구소의 명단에는 이근호의 작위를 습작한 아들 이동훈도 포함되어 있다.
이근호의 집안은 세 형제가 작위를 받아 습작자까지 모두 여섯 명이 조선귀족이 된 대표적인 친일 집안으로, 사람들은 이근상 5형제를 '5귀(五鬼)'라고 불렀다. 대한민국 친일반민족행위진상규명위원회가 발표한 친일반민족행위 106인 명단, 친일반민족행위 195인 명단에도 삼형제가 포함되어 있다.
이근호가 친일 행위로 일제로부터 습득한 경기도 화성시와 오산시, 충북 음성군 등의 토지를 되찾고자 하는 소송을 이근호의 손자가 낸 바 있다.

## 가족 관계
|                       |                       |                       |                       |                       |                       |  |  |  |  |                       |                       |                       |                       |                       |                       |  |  |  |  |                       |                       |                       |                       |                       |                       |  |  |  |  |  |  |  |  |  |  |  |  |  |  |  |  |  |  |
|                       |                       |                       |                       |                       |                       |  |  |  |  |                       |                       |                       |                       |                       |                       |  |  |  |  |                       |                       |                       |                       |                       |                       |  |  |  |  |  |  |  |  |  |  |  |  |  |  |  |  |  |  |
| 이근호(남작) (李根澔) | 이근호(남작) (李根澔) | 이근호(남작) (李根澔) | 이근호(남작) (李根澔) | 이근호(남작) (李根澔) | 이근호(남작) (李根澔) |  |  |  |  | 이근택(자작) (李根澤) | 이근택(자작) (李根澤) | 이근택(자작) (李根澤) | 이근택(자작) (李根澤) | 이근택(자작) (李根澤) | 이근택(자작) (李根澤) |  |  |  |  | 이근상(남작) (李根湘) | 이근상(남작) (李根湘) | 이근상(남작) (李根湘) | 이근상(남작) (李根湘) | 이근상(남작) (李根湘) | 이근상(남작) (李根湘) |  |  |  |  |  |  |  |  |  |  |  |  |  |  |  |  |  |  |
| 이근호(남작) (李根澔) | 이근호(남작) (李根澔) | 이근호(남작) (李根澔) | 이근호(남작) (李根澔) | 이근호(남작) (李根澔) | 이근호(남작) (李根澔) |  |  |  |  | 이근택(자작) (李根澤) | 이근택(자작) (李根澤) | 이근택(자작) (李根澤) | 이근택(자작) (李根澤) | 이근택(자작) (李根澤) | 이근택(자작) (李根澤) |  |  |  |  | 이근상(남작) (李根湘) | 이근상(남작) (李根湘) | 이근상(남작) (李根湘) | 이근상(남작) (李根湘) | 이근상(남작) (李根湘) | 이근상(남작) (李根湘) |  |  |  |  |  |  |  |  |  |  |  |  |  |  |  |  |  |  |
| 이동훈 (李東薰)       | 이동훈 (李東薰)       | 이동훈 (李東薰)       | 이동훈 (李東薰)       | 이동훈 (李東薰)       | 이동훈 (李東薰)       |  |  |  |  | 이창훈 (李昌薰)       | 이창훈 (李昌薰)       | 이창훈 (李昌薰)       | 이창훈 (李昌薰)       | 이창훈 (李昌薰)       | 이창훈 (李昌薰)       |  |  |  |  | 이장훈 (李長薰)       | 이장훈 (李長薰)       | 이장훈 (李長薰)       | 이장훈 (李長薰)       | 이장훈 (李長薰)       | 이장훈 (李長薰)       |  |  |  |  |  |  |  |  |  |  |  |  |  |  |  |  |  |  |

- 아버지 : 이민승(李敏承)
  - 동생 : 이근택(李根澤)
    - 조카 : 이창훈(李昌薰)

  - 동생 : 이근상(李根湘)
    - 조카 : 이장훈(李長薰)

  - 동생 : 이근홍(李根洪)
  - 동생 : 이근목(李根沐)
    - 아들 : 이동훈(李東薰)

## 참고자료
- 친일반민족행위진상규명위원회 (2007년 12월). 〈이근호〉 (PDF). 《2007년도 조사보고서 II - 친일반민족행위결정이유서》. 서울. 278~289쪽쪽. 발간등록번호 11-1560010-0000002-10. [깨진 링크(과거 내용 찾기)]
- 정운현 (1999년 7월 28일). 〈귀족(貴族) 또는 귀족(鬼族) - '을사오적' 이근택〉. 《나는 황국신민이로소이다》. 서울: 개마고원. ISBN 978-89-85548-46-5.
- 정운현 (2004년 6월 1일). “3형제가 일제 작위 받은 대표적 친일귀족 - [특별기획-미리보는 친일인명사전-11] '을사오적' 이근택”. 오마이뉴스. 2008년 5월 30일에 확인함. |제목=에 지움 문자가 있음(위치 26) (도움말)